# الشرقاط
الشرقاط (آشوركات) أو (مدينة الذئاب)، مدينة عراقية من أقضية محافظة صلاح الدين تقع على بعد (125 كم) شمال مدينة تكريت مركز محافظة صلاح الدين، وتتبع الشرقاط إدارياً ثلاث نواحي ادارية وهي:
1. ناحية تلول الباج
2. ناحية السهل الأخضر
3. ناحية آشور

الموقع الاثري في الشرقاط يرجع لعام 3000 قبل الميلاد مما يجعل الشرقاط (آشور) من أقدم المدن في العراق والمنطقة كلها، يقسمها نهر دجلة إلى قسمين الساحل الأيمن وهو الذي يشكل مركز القضاء والساحل الأيسر والذي يمثل ريف المدينة، كما تقع المدينة ملاصقة لمدينة الحضر التاريخية المشهورة، ومن أبرز عشائر المدينة حيث أن عشائرها هي إمتداد لعشائر العراق، وهي: الجبور، وجميلة واللهيب والعبيد والدليم وشمر والنعيم، وتمتاز المدينة بتربة خصبة صالحة للزراعة، كما أن فيها العديد من الشعراء والأدباء كما كانت في عام 1901 كان يحكمها عجيل الياور (حاكم الصوبين) وهو أحد شيوخ قبيلة شمر في العراق.

## موقعها
تقع مدينة الشرقاط شمال مدينة بيجي، وهي تلي بيجي في أهميتها والتابع كلاهما إلى محافظة صلاح الدين ويمر نهر دجلة خلال قضاء الشرقاط ويقسمها إلى نصفين، وتوجد على ضفافه الكثير من المزارع لأهالي المنطقة، وتعد المنطقة مركزا لمدينة آشور التاريخية. بالإضافة إلى ذلك فهي محاطة بالتلال من عدة جهات فمن الجنوب تحدها تلال الخانوكة والقرية الواقعة عليها سميت بنفس الاسم (قرية الخانوكة) ومن الغرب تحدها تلال الجميلة والتي تحتضن منطقة سكنية تسمى قرية الجميلة كبرى قرى المدينة، ومن الشمال تحدها تلال الجرناف مع وجود تلال أخرى متفرقة.
تحتل مدينة الشرقاط موقعا جغرافيا يتوسط ثلاث محافظات ويصل بينها وبين هذه المحافظات بالمسافة نفسها تقريباً.
تبعُد الشرقاط عن بغداد العاصمة حوالي (320 كم). وتقع على بُعد (115 كم) جنوب محافظة نينوى، وعلى بعد (125 كم) شمال مدينة تكريت مركز محافظة صلاح الدين، وعلى بعد (135 كم) غرب محافظة كركوك.

## أهميتها ومكانتها
كان لموقعها الجغرافي أهمية تجارية، كذلك هي عبارة عن سهل غني صالح للزراعة لذلك هي مصدِّر جيد لكثير من المحاصيل كالقمح والشعير والقطن والسمسم وكذلك فهي تنتج ثمار الفواكه والخضروات وتصدرها للمدن المجاورة، ويمر نهر دجلة من منتصف المدينة مما يعطي للمدينة أهمية في توفير مياه الشرب لسكانها، وبالقرب من مدينة الشرقاط يلتقي نهر الزاب الأسفل القادم من أقصى الشمال مرورا بدوكان وطقطق وناحية الزاب والدبس بنهر دجلة، وتصب في النهر بموسم الأمطار عددا من الاودية منها، وادي أم الشبابيط، ووادي المعوبر الذي قتلت سيوله الهادرة عام 1940م، النائب عن الموصل، الشيخ عجيل الياور.
غير أنها تتعرض في أوقات معينة لبعض العواصف والهبّاَّت الغباريّة لأنها تنفتح على مجال صحراوي من جهتها الغربية.
وتبعُد الشرقاط عن بغداد العاصمة حوالي (320 كم). ولقد كانت هذه المدينة قضاء تابعاً لمحافظة نينوى قبل أن تضاف بعض أطرافه الشرقية إلى كركوك، والآن هي تابعة إلى محافظة صلاح الدين.
ومن الناحية الأدبية فالمنطقة تشتهر بالكثير من الشعراء والأدباء وببعض الاطوار الغنائية الريفية مثل (الزهيري) حيث يتسم الغناء الريفي فيها بالحزن الذي تشتهر به، وبالدبكات الشعبية، وفيها أدباء قصاصين على مستوى الأدب العربي والعالمي أمثال الكاتب الدكتور محسن الرملي، مؤلف روايات (الفتيت المبعثر) و (تمر الأصابع) و (حدائق الرئيس) وغيرها، وشقيقه الكاتب الشهيد حسن مطلك، مؤلف روايتي (دابادا) و (قوة الضحك في أورا) و (كتاب الحب) وغيرها، والكاتب الشهيد إبراهيم حسن ناصر مؤلف روايتي (شواطئ الدم.. شواطئ الملح) و (صدى مكحول)، والقاص محمود جنداري والقاص حمد صالح، وغيرهم.

## السكان
وينحدر سكانها من عشائر عديدة منهم الجبور والجميلة والتكارته وشمر والعبيد والدليم والجغايفة والعكَيدات واللهيب وعدد من أهالي الموصل، وبعض العوائل من بلاد السودان ويقدر عدد سكان المدينة بحلول العام 2013م بتسعين ألف نسمة.

## التاريخ والآثار
الاسم الرسمي للمدينة هو (الشرقاط) والمستوى الإداري هي قضاء تابع لمحافظة صلاح الدين من سنة (1987) م حيث كانت قبل ذلك قضاء تابع لمحافظة نينوى وقد بنيت المدينة على بقايا مدينة اشور التاريخية، وأصل اسمها يعود إلى الكلمة الآشورية (آشور كات) أي بوابة آشور.
```
متتبعا خطى، الرحالة 
اسكندر يوسف الحايك
 واصفا إياها بالاتي: سرنا ورجالنا الساعة الخامسة صباحاً وكنا الساعة الثانية مساء أمام قلعة (شركات) أو آشور فنصبنا خيامنا في مدينة آشور عاصمة الآشوريين. ونحو الساعة الخامسة كنا في داخل القلعة. وقلعة شرقات كناية عن قلعة فيها آثار قديمة تعود إلى عهد آشور عاصمة الآشوريين الأولى. وفي سنة 1903 شرع الألمانيون ينقبون ويحفرون في ذاك المكان إلى إزاحة الستار عن المدينة التي ظهرت للعيان بحالتها الهندسية الأصلية بنوع إنك لو نظرت الآن إليها لعرفت كيف كانت وشاهدت أيضاً قبر سنحاريب الثاني. وقد اكتشف الألمان قطعاً كثيرة ذات النقش البديع فضلاً عن الحجارة الكريمة التي لا تحصى. وفي جملة ما شاهدنا كتابات متنوعة على حائط من المرمر يعود تاريخها إلى عهد الملك سلمانصر الأول. وتدل هذه الكتابات على تاريخ هيكل آشور العظيم أو المعبد الإلهي.
[
1
]
```

كانت قلعة آشور مقرا لناحية الشرقاط ومقر الناحية في القصر المعروف بقصر فرحان باشا الكائن على الحافة الشرقية الشمالية وبقي هذا المقر لحين افتتاح مقر من اللبن والطين في منطقة الجرف بمركز القضاء حاليا وبعضا من انقاضه لا يزال شاخصا. قد ذكرها كثير من الرحالة الذين مروا فيها، ومنهم الرحالة المعروف ابن بطوطة.

## شخصيات شرقاطية
- جمعة عناد سعدون الجبوري وزير الدفاع العراقي
- ساري العبد الله شاعر العتابة.
- وزير الصناعة والمعادن (صالح عبد الله أحمد حميد الجبوري) عام 2018
- عبد القادر عز الدين وزير التربية للفترة (27 تموز يوليو 1981 – 23 آذار مارس 1991)
- رافع دحام مجول رئيس المخابرات سابقا.
- سالم الجميلي (مدير عام دائرة أمريكا في المخابرات سابقا).
- الفريق الأول الركن إبراهيم عبد الستار
- الفريق أحمد حسن عبيد
- الفريق الركن صباح إسماعيل
- النقيب سطم غنام الجبوري (منفذ محاولة اغتيال الرئيس صدام حسين).
- الدكتور محسن الرملي
- الكاتب حسن مطلك
- الكاتب ابراهيم حسن ناصر
- الوزير إبراهيم النامس (وزير التربية في حكومة محمد شياع السوداني)
- المقدم يوسف العياش آمر كتيبة مدفعية الميدان 64 في الجيش السابق